# Ludowici
Ludowici é uma cidade localizada no estado americano de Geórgia, no Condado de Long.

## Demografia
Segundo o censo americano de 2000, a sua população era de 1440 habitantes.
Em 2006, foi estimada uma população de 1611, um aumento de 171 (11.9%).

## Geografia
De acordo com o United States Census Bureau tem uma área de 5,7 km², dos quais 5,7 km² cobertos por terra e 0,0 km² cobertos por água. Ludowici localiza-se a aproximadamente 21 m acima do nível do mar.

## Localidades na vizinhança
O diagrama seguinte representa as localidades num raio de 24 km ao redor de Ludowici.